# Zhang Liang (Han Occidental)
Anotació: En aquest article, per distingir entre l'Estat Han del Període dels Regnes Combatents i la Dinastia Han, l'original serà referit com "Hán" mentre que "Han" serà reservat pel posterior.
|  | Altres persones amb el nom i cognom de Zhang Liang. |

En aquest nom xinès, el cognom és Zhang.
Zhang Liang (262 aEC – 189 aEC), nom estilitzat Zifang (子房), va ser un estrateg militar i un estadista dels inicis del període de la Dinastia Han de la història xinesa. Ell és també conegut com un dels "Tres Herois de la nova Dinastia Han" (漢初三傑), juntament amb Han Xin i Xiao He. Zhang va contribuir en gran manera a la fundació de la Dinastia Han i se li va conferir el títol de "Marquès Wencheng de Liu" (留文成侯) per l'Emperador Gaozu de Han en reconeixement dels seus esforços.

## Biografia

### Naixement i origen
Zhang va nàixer a Chengfu (en l'actualitat Poble Chengfu, Bozhou, Anhui). Ell descendia d'una família aristòcrata que vivia a l'estat de Hán del període dels Regnes Combatents. El seu avi va servir a tres generacions de governants Hán com a canceller mentre que el seu pare va servir a dues. Zhang va perdre l'oportunitat d'heretar el llegat de la seva família quan l'estat de Hán va ser annexionat per l'Estat de Qin en el 230 aEC com a part de les guerres d'unificació de Qin.

### Intent d'assassinat sobre Qin Shi Huang
Per venjar la caiguda del seu estat natal, Zhang va dedicar els seus esforços per contractar a assassins que mataren a Qin Shi Huang. Va gastar-se tota la fortuna de la seva família i no va ser capaç ni de donar-li un funeral adequat al seu difunt germà menor. Se les va arreglar per trobar un home amb gran fortalesa física perquè l'ajudara, i va fer forjar un martell de ferro que pesava 120 antics jins (aproximadament 67 lbs. o 30 kg) pel cepat. En el 218 aEC, Zhang va sentir Qin Shi Huang n'estava anant al Comtat de Yangwu (avui dia l'est del Comtat de Yuanyang, Henan) com a part de la seva eixida d'inspecció, i havia de passar per Bolangsha durant el viatge.
Zhang i l'home fort van fer una emboscada a Bolangsha i van aguaitar que el comboi de l'emperador se'ls acostara. Zhang va veure que tots els carruatges que passaven eren tirats per quatre cavalls i en considerà que el més decorat del centre era el que duia a l'emperador. L'esbirro cepat va llançar el martell cap a ell i el projectil pesat va aixafar el carruatge, matant als seus ocupants. Zhang fugí de l'escena durant el caos. Qin Shi Huang en realitat no hi estava en eixe carruatge i en va sobreviure a l'intent d'assassinat, després del qual ell va emetre una ordre per la detenció de Zhang. Zhang eludí una batuda de deu dies mitjançant l'ús d'identitats falses i va esdevenir un fugitiu.

### Encontre amb Huang Shigong
Com un home buscat pel govern, Zhang va viatjar a Xiapi i va romandre allí per algun temps, usant identitats falses per evadir a les autoritats. Un dia, Zhang va fer una passejada pel Pont Yishui i s'encontrà amb un vell tot passant el pont. L'home va caminar cap a Zhang i va llançar a propòsit la seva sabata pont avall, després del qual va cridar-li a Zhang, "Ei jovenet, baixa i porta'm la meva sabata!" Zhang hi era astorat i descontent però va obeir en silenci. El vell llavors va alçar el seu peu i va ordenar Zhang de posar-li personalment la sabata. Zhang estava furiós però va controlar el seu temperament i es va obligar mansament a si mateix a fer-lo. A l'acabar el vell no va mostrar cap signe d'agraïment i es va allunyar rient.
L'ancià va tornar enrere després de caminar una distància i va elogiar a Zhang, "Aquest xiquet pot ser ensenyat!" i li va demanar a Zhang de reunir-se de nou amb ell en el pont cinc dies després per la matinada. Zhang era confós però va acceptar trobar-se amb ell. Cinc dies després, Zhang es va afanyar al pont al caient de la matinada però el vell ja l'estava esperant-hi. L'ancià el va reprendre, "Com pots fer tard citant-te amb un home vell? Torna cinc dies més tard!" Zhang va fer tot el possible per ser puntual aquesta segona vegada, emperò així i tot el vell va arribar abans que ell, i va ser menyspreat per aquest una altra vegada més i li va dir que tornés novament cinc dies després. La tercera vegada, Zhang va anar al pont a la mitjanit i va esperar fins que l'ancià va aparèixer. Aquesta vegada, el vell va quedar impressionat amb la fortalesa i humilitat de Zhang, i va regalar un llibre a Zhang, dient, "Pots convertir-te en el tutor d'un governant després de llegir aquest llibre. D'ací a deu anys, el món es convertirà en un caos. Llavors podràs utilitzar el teu coneixement d'aquest llibre per portar la pau i la prosperitat en l'imperi. Troben-nos de nou 13 anys després. Sóc el roc groc al peu del Mont Gucheng."
L'ancià era Huang Shigong (黃石公; literalment: "Vell Roca Groga") dels llegendaris "Quatre Haos del Mont Shang" (商山四皓), un grup de quatre homes savis reclusius. El llibre tenia el títol de L'Art de la Guerra per Taigong (太公兵法) i es creia que era els Sis Ensenyaments Secrets de Jiang Ziya, mentre alguns l'anomenen les Tres Estratègies de Huang Shigong. En la llegenda, Zhang tornà al lloc indicat 13 anys després i va veure una pedra groga allí. Ell va construir un santuari per adorar a la roca i la roca va ser soterrada amb ell després de la seva mort.